# شيموس ديفي فيتزباتريك
شيموس ديفي فيتزباتريك (بالإنجليزية: Seamus Davey-Fitzpatrick)‏ مواليد 29 ديسمبر 1998 في نيويورك، هو ممثل أمريكي بدأ مسيرته الفنية سنة 2006.

## الأعمال
- الجميع بخير
- مملكة بزوغ القمر
- قبل منتصف الليل
- تضحية البيدق

## وصلات خارجية
- شيموس ديفي فيتزباتريك على موقع IMDb (الإنجليزية)
- شيموس ديفي فيتزباتريك على موقع ألو سيني (الفرنسية)
- شيموس ديفي فيتزباتريك على موقع أول موفي (الإنجليزية)
- شيموس ديفي فيتزباتريك على موقع قاعدة بيانات الأفلام السويدية (السويدية)
- شيموس ديفي فيتزباتريك على موقع قاعدة بيانات الفيلم (الإنجليزية)
- شيموس ديفي فيتزباتريك على موقع كينوبويسك (الروسية)

- الموقع الرسمي